# Балтрунас, Симас
Симас Балтрунас (лит. Simas Baltrūnas, родился 17 марта 1995 — литовский хоккеист, вратарь. В настоящее время является игроком клуба «Хоккей Панкс», выступающего в чемпионате Литвы.

## Биография
Отец также был хоккейным вратарём.

## Награды
- Лучший вратарь чемпионата Литвы 2020/21 и 2021/22[4]